# Station Raba Niżna
Station Raba Niżna is een spoorwegstation in de Poolse plaats Raba Niżna.